# Danh sách tòa nhà cao nhất châu Phi

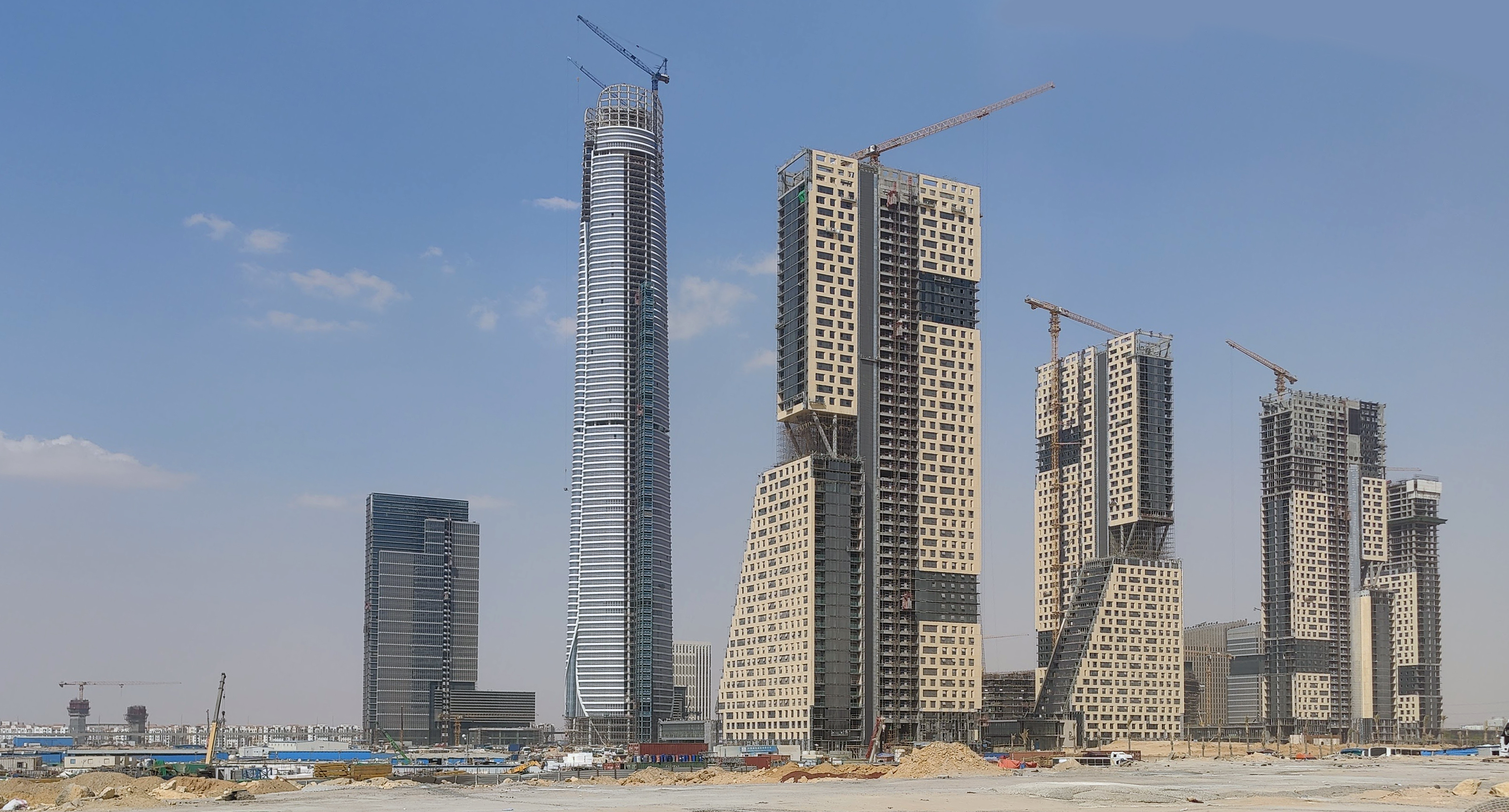
Iconic Tower tại Thủ đô hành chính mới (NAC) của Ai Cập hiện đang là tòa nhà cao nhất Châu Phi.

Đây là danh sách tòa nhà cao nhất Châu Phi, xếp hạng tòa nhà chọc trời có chiều cao từ 130 mét (427 ft) trở lên. Tòa nhà cao nhất Châu Phi hiện nay là Iconic Tower, cao 393,8 mét (1.292 ft) với 77 tầng. Tòa nhà được xây dựng năm 2018 ở Thủ đô hành chính mới nằm về phía đông của thành phố Cairo, cất nóc vào ngày 24 tháng 8 năm 2021 và tòa nhà dự kiến sẽ hoàn thành và mở của vào quý 1 năm 2023.
Trước đó, chỉ có một số ít các thành phố trung tâm tài chính và thương mại lớn có các đường chân trời lớn như Lagos, Johannesburg, Nairobi, Harare và Abidjan. Tuy nhiên, từ sau năm 2000, công trình cao tầng đã được xây dựng ở nhiều thành phố khác, gồm: Cairo, Maputo, Abuja, Kampala, Cape Town, Durban, Addis Ababa, Dar es Salaam, Luanda và Port Louis. Tính đến năm 2022, số lượng tòa nhà chọc trời đã hoàn thành tại Châu Phi là 34 và có 17 tòa nhà đang trong quá trình xây dựng.

## Thành phố có nhiều nhà cao tầng nhất Châu Phi
| Thành phố | ≥100 m | ≥150 m | ≥200 m | ≥250 m | ≥300 m |
| --- | ------ | ------ | ------ | ------ | ------ |
| Cairo | 37     | -      | -      | -      | -      |
| Durban | 20     | 1      | -      | -      | -      |
| New Alamein | 19     | 8      | -      | -      | -      |
| Johannesburg | 18     | 5      | 2      | -      | -      |
| Nairobi | 16     | 3      | 1      | -      | -      |
| Lagos | 14     | 1      | -      | -      | -      |
| Thủ đô hành chính mới | 12     | 10     | 1      | 1      | 1      |
| Dar es Salaam | 12     | 4      | -      | -      | -      |
| Cape Town | 11     | -      | -      | -      | -      |
| Pretoria | 10     | -      | -      | -      | -      |
| Oran | 8      | -      | -      | -      | -      |
| Algiers | 8      | -      | -      | -      | -      |
| Luanda | 7      | -      | -      | -      | -      |
| Casablanca | 7      | -      | -      | -      | -      |
| Abidjan | 6      | -      | -      | -      | -      |
| Tripoli | 5      | -      | -      | -      | -      |
| Addis Ababa | 3      | 1      | 1      | -      | -      |
| Sandton | 3      | -      | -      | -      | -      |
| Alexandria | 2      | -      | -      | -      | -      |
| Brazzaville | 2      | -      | -      | -      | -      |
| Maputo | 2      | -      | -      | -      | -      |
| Umhlanga | 2      | -      | -      | -      | -      |
| Harare | 2      | -      | -      | -      | -      |
| Abuja | 2      | -      | -      | -      | -      |
| Các thành phố có 1 nhà cao tầng: Antananarivo, Bloemfontein, Bulawayo, Conakry, Gaborone, Ibadan, Khartoum, Lomé, Port Louis, Rabat, Salé, Tunis, Uyo và Windhoek. |        |        |        |        |        |

## Tòa nhà cao nhất
Danh sách này liệt kê các tòa nhà chọc trời ở Châu Phi cao tối thiểu 130 mét (427 ft), dựa trên phép đo chiều cao tiêu chuẩn.
| Hạng | Tòa nhà                              | Hình ảnh               | Thành phố             | Quốc gia   | Chiều cao | Tầng | Hoàn thành |
| ---- | ------------------------------------ | ---------------------- | --------------------- | ---------- | --------- | ---- | ---------- |
| 1    | Iconic Tower                         |                        | Thủ đô hành chính mới | Ai Cập     | 393,8     | 77   | 2022       |
| 2    | Mohammed VI Tower                    |                        | Salé                  | Maroc      | 250       | 55   | 2022       |
| 3    | The Leonardo                         |                        | Johannesburg          | Nam Phi    | 227,9     | 55   | 2019       |
| 4    | Commercial Bank of Ethiopia          |                        | Addis Ababa           | Ethiopia   | 209,3     | 46   | 2021       |
| 5    | Carlton Centre                       |                        | Johannesburg          | Nam Phi    | 201,2     | 50   | 1973       |
| 6    | Britam Tower                         |                        | Nairobi               | Kenya      | 200,1     | 31   | 2017       |
| 7    | D01 Building                         | Iconic Tower Egypt.jpg | Thủ đô hành chính mới | Ai Cập     | 196       | 49   | 2022       |
| 8    | C01 Building                         | Iconic Tower Egypt.jpg | Thủ đô hành chính mới | Ai Cập     | 190       | 39   | 2022       |
| 9    | Global Trade Center Office Tower     |                        | Nairobi               | Kenya      | 184       | 43   | 2020       |
| 10   | Ponte Tower                          |                        | Johannesburg          | Nam Phi    | 172,8     | 54   | 1975       |
| 11   | C04 Building                         |                        | Thủ đô hành chính mới | Ai Cập     | 170       | 34   | 2022       |
| 12   | UAP Old Mutual Tower                 |                        | Nairobi               | Kenya      | 163       | 33   | 2016       |
| 13   | NECOM House                          |                        | Lagos                 | Nigeria    | 160,3     | 32   | 1979       |
| 14   | PPF Tower 1                          |                        | Dar es Salaam         | Tanzania   | 160       | 37   | 2019       |
| 15   | C07 Building                         |                        | Thủ đô hành chính mới | Ai Cập     | 160       | 31   | 2022       |
| 16   | C08 Building                         |                        | Thủ đô hành chính mới | Ai Cập     | 160       | 31   | 2022       |
| 17   | LD00 Tower A1                        |                        | New Alamein           | Ai Cập     | 160       | 39   | 2022       |
| 18   | North Edge Tower A                   |                        | New Alamein           | Ai Cập     | 160       | 42   | 2022       |
| 19   | North Edge Tower B                   | New Alamein            | Ai Cập                | 160        | 42        | 2022 |            |
| 20   | North Edge Tower C                   |                        | New Alamein           | Ai Cập     | 160       | 42   | 2022       |
| 21   | North Edge Tower D                   |                        | New Alamein           | Ai Cập     | 160       | 42   | 2022       |
| 22   | North Edge Tower E                   |                        | New Alamein           | Ai Cập     | 160       | 42   | 2022       |
| 23   | Tanzania Ports Authority Tower       |                        | Dar es Salaam         | Tanzania   | 157       | 40   | 2016       |
| 24   | C11 Building                         |                        | Thủ đô hành chính mới | Ai Cập     | 155       | 27   | 2022       |
| 25   | C12 Building                         |                        | Thủ đô hành chính mới | Ai Cập     | 155       | 27   | 2022       |
| 26   | LD00 Tower C1                        |                        | New Alamein           | Ai Cập     | 155       | 38   | 2022       |
| 27   | LD01 Tower A2                        |                        | New Alamein           | Ai Cập     | 155       | 38   | 2022       |
| 28   | PSPF Commercial Tower 1              |                        | Dar es Salaam         | Tanzania   | 152,7     | 35   | 2014       |
| 29   | PSPF Commercial Tower 2              | Dar es Salaam          | Tanzania              | 152,7      | 35        | 2014 |            |
| 30   | Marble Towers                        |                        | Johannesburg          | Nam Phi    | 152,1     | 32   | 1973       |
| 31   | Pearl Dawn                           |                        | Durban                | Nam Phi    | 152       | 31   | 2010       |
| 32   | Radio Park Building                  |                        | Johannesburg          | Nam Phi    | 150,9     | 33   | 1936       |
| 33   | D02 Building                         | Iconic Tower Egypt.jpg | Thủ đô hành chính mới | Ai Cập     | 150       | 44   | 2022       |
| 34   | D03 Building                         | Iconic Tower Egypt.jpg | Thủ đô hành chính mới | Ai Cập     | 150       | 44   | 2022       |
| 35   | Reserve Bank Building                |                        | Pretoria              | Nam Phi    | 148       | 38   | 1988       |
| 36   | 88 on Field                          |                        | Durban                | Nam Phi    | 146,5     | 26   | 1985       |
| 37   | Azuri One                            |                        | Lagos                 | Nigeria    | 146       | 33   | 2022       |
| 38   | Azuri Two                            |                        | Lagos                 | Nigeria    | 146       | 33   | 2022       |
| 39   | IMOB Business Tower                  |                        | Luanda                | Angola     | 145       | 35   | 2018       |
| 40   | Mwalimu Nyerere Foundation Square I  |                        | Dar es Salaam         | Tanzania   | 145       | 30   | 2019       |
| 41   | Mwalimu Nyerere Foundation Square II |                        | Dar es Salaam         | Tanzania   | 145       | 30   | 2019       |
| 42   | Burj Bulaya Office Tower 1           | Tripoli Rain.jpg       | Tripoli               | Libya      | 144       | 34   | 2007       |
| 43   | Ministry of Foreign Affairs          |                        | Cairo                 | Ai Cập     | 143       | 39   | 1994       |
| 44   | Global Trade Center Hotel Tower      |                        | Nairobi               | Kenya      | 143       | 35   | 2020       |
| 45   | Mzizima Commercial Tower             |                        | Dar es Salaam         | Tanzania   | 143       | 35   | 2020       |
| 46   | LD00 Tower B1                        |                        | New Alamein           | Ai Cập     | 143       | 35   | 2022       |
| 47   | El Gezira Tower Movenpick Hotel      |                        | Cairo                 | Ai Cập     | 142       | 43   | 1996       |
| 48   | Grand Hyatt Cairo                    |                        | Cairo                 | Ai Cập     | 142       | 41   | 2002       |
| 49   | Nile City North Tower                |                        | Cairo                 | Ai Cập     | 142       | 34   | 2002       |
| 50   | Nile City South Tower                | Cairo                  | Ai Cập                | 142        | 34        | 2003 |            |
| 51   | Sandton City Office Tower            |                        | Sandton               | Nam Phi    | 141       | 22   | 1973       |
| 52   | ABSA Tower Johannesburg              |                        | Johannesburg          | Nam Phi    | 140       | 32   | 1970       |
| 53   | KwaDukuza eGoli Hotel Tower 1        |                        | Johannesburg          | Nam Phi    | 140       | 40   | 1970       |
| 54   | Trust Bank Centre                    |                        | Johannesburg          | Nam Phi    | 140       | 31   | 1970       |
| 55   | El Maadi Residential Tower 14        |                        | Cairo                 | Ai Cập     | 140       | 42   | 1999       |
| 56   | El Maadi Residential Tower 15        |                        | Cairo                 | Ai Cập     | 140       | 42   | 1985       |
| 57   | El Maadi Residential Tower 16        | Cairo                  | Ai Cập                | 140        | 42        | 1985 |            |
| 58   | El Maadi Residential Tower 17        |                        | Cairo                 | Ai Cập     | 140       | 42   | 1985       |
| 59   | El Maadi Residential Tower 18        |                        | Cairo                 | Ai Cập     | 140       | 42   | 1985       |
| 60   | Times Tower                          |                        | Nairobi               | Kenya      | 140       | 38   | 2000       |
| 61   | Michelangelo Tower                   |                        | Sandton               | Nam Phi    | 140       | 34   | 2005       |
| 62   | LD00 Tower D1                        |                        | New Alamein           | Ai Cập     | 140       | 34   | 2022       |
| 63   | LD01 Tower B2                        |                        | New Alamein           | Ai Cập     | 140       | 34   | 2022       |
| 64   | Maroc Telecom HQ                     |                        | Rabat                 | Maroc      | 139       | 20   | 2012       |
| 65   | Standard Bank Centre                 |                        | Johannesburg          | Nam Phi    | 138,8     | 34   | 1968       |
| 66   | Southern Life Centre                 |                        | Johannesburg          | Nam Phi    | 138       | 30   | 1973       |
| 67   | Pearl Sky                            |                        | Durban                | Nam Phi    | 138       | 37   | 2017       |
| 68   | Old Mutual Centre                    |                        | Durban                | Nam Phi    | 137       | 33   | 1995       |
| 69   | Portside Tower                       |                        | Cape Town             | Nam Phi    | 136,4     | 30   | 2014       |
| 70   | Casablanca Finance City Tower        |                        | Casablanca            | Maroc      | 136       | 26   | 2019       |
| 71   | The Nile Corniche Tower 1            |                        | Cairo                 | Ai Cập     | 136       | 38   | 2021       |
| 72   | The Nile Corniche Tower 2            |                        | Cairo                 | Ai Cập     | 136       | 37   | 2021       |
| 73   | Cairo Plaza Building                 |                        | Cairo                 | Ai Cập     | 135       | 33   | 1986       |
| 74   | National Bank of Egypt Tower 1       |                        | Cairo                 | Ai Cập     | 135       | 33   | 1986       |
| 75   | National Bank of Egypt Tower 2       | Cairo                  | Ai Cập                | 135        | 33        | 1986 |            |
| 76   | San Stefano Grand Plaza              |                        | Alexandria            | Ai Cập     | 135       | 35   | 2006       |
| 77   | Tours Mpila A                        |                        | Brazzaville           | Congo      | 135       | 30   | 2020       |
| 78   | Tours Mpila B                        |                        | Brazzaville           | Congo      | 135       | 30   | 2020       |
| 79   | D04 Building                         | Iconic Tower Egypt.jpg | Thủ đô hành chính mới | Ai Cập     | 135       | 40   | 2022       |
| 80   | Eko Champagne Pearl Tower            |                        | Lagos                 | Nigeria    | 134       | 34   | 2017       |
| 81   | Mzizima Office Tower                 |                        | Dar es Salaam         | Tanzania   | 134       | 35   | 2020       |
| 82   | Prism Tower                          |                        | Nairobi               | Kenya      | 133       | 34   | 2018       |
| 83   | Monte Blanc                          |                        | Durban                | Nam Phi    | 132,6     | 40   | 1985       |
| 84   | ABSA Tower Pretoria                  |                        | Pretoria              | Nam Phi    | 132       | 38   | 1976       |
| 85   | Rita Tower                           |                        | Dar es Salaam         | Tanzania   | 132       | 30   | 2013       |
| 86   | Bank Misr Building                   |                        | Cairo                 | Ai Cập     | 130       | 29   | 1985       |
| 87   | NTC Tower                            |                        | Khartoum              | Sudan      | 130       | 29   | 2009       |
| 88   | JW Marriott Hotel                    |                        | Tripoli               | Libya      | 130       | 36   | 2011       |
| 89   | Banco de Mocambique Tower 1          |                        | Maputo                | Mozambique | 130       | 31   | 2016       |

### Cao nhất theo khu vực
| Khu vực   | Tòa nhà                     | Hình ảnh | Thành phố             | Quốc gia | Chiều cao | Số tầng | Năm  |
| --------- | --------------------------- | -------- | --------------------- | -------- | --------- | ------- | ---- |
| Bắc Phi   | Iconic Tower                |          | Thủ đô hành chính mới | Ai Cập   | 393,8     | 77      | 2022 |
| Nam Phi   | The Leonardo                |          | Johannesburg          | Nam Phi  | 227,9     | 55      | 2019 |
| Đông Phi  | Commercial Bank of Ethiopia |          | Addis Ababa           | Ethiopia | 209,3     | 46      | 2021 |
| Tây Phi   | NECOM House                 |          | Lagos                 | Nigeria  | 160,3     | 32      | 1979 |
| Trung Phi | IMOB Business Tower         |          | Luanda                | Angola   | 145       | 35      | 2018 |

## Đang xây dựng
Danh sách này xếp hạng các tòa nhà đang được xây dựng ở Châu Phi cao ít nhất 100 mét (328 ft).
| Hạng | Tòa nhà                    | Thành phố             | Quốc gia    | Chiều cao | Tầng | Dự kiến hoàn thành |
| ---- | -------------------------- | --------------------- | ----------- | --------- | ---- | ------------------ |
| 1    | Tour F                     | Abidjan               | Bờ Biển Ngà | 385,8     | 64   | --                 |
| 2    | Alamein Iconic Tower       | New Alamein           | Ai Cập      | 250       | 68   | 2025               |
| 3    | Infinity Tower             | Thủ đô hành chính mới | Ai Cập      | 200       | 45   | 2024               |
| 4    | Downtown Tower A           | New Alamein           | Ai Cập      | 200       | 56   | 2025               |
| 5    | Downtown Tower B           | New Alamein           | Ai Cập      | 200       | 56   | 2025               |
| 6    | Downtown Tower C           | New Alamein           | Ai Cập      | 200       | 56   | 2025               |
| 7    | Downtown Tower D           | New Alamein           | Ai Cập      | 200       | 56   | 2025               |
| 8    | Diamond Tower              | Thủ đô hành chính mới | Ai Cập      | 200       | 50   | 2026               |
| 9    | 88 Nairobi                 | Nairobi               | Kenya       | 176       | 44   | 2023               |
| 10   | The Gate A                 | New Alamein           | Ai Cập      | 170       | 44   | 2023               |
| 11   | The Gate B                 | New Alamein           | Ai Cập      | 170       | 44   | 2023               |
| 12   | LD04 Tower A               | New Alamein           | Ai Cập      | 160       | 42   | 2023               |
| 13   | LD04 Tower B               | New Alamein           | Ai Cập      | 160       | 42   | 2023               |
| 14   | LD04 Tower C               | New Alamein           | Ai Cập      | 160       | 42   | 2023               |
| 15   | Marina Tower A             | New Alamein           | Ai Cập      | 150       | 40   | 2025               |
| 16   | Marina Tower B             | New Alamein           | Ai Cập      | 150       | 40   | 2025               |
| 17   | Marina Tower C             | New Alamein           | Ai Cập      | 150       | 40   | 2025               |
| 18   | Levels Business City Tower | Thủ đô hành chính mới | Ai Cập      | 145       | 36   | 2026               |
| 19   | Zero2one                   | Cape Town             | Nam Phi     | 142       | 44   | 2023               |
| 20   | 31North Tower              | Thủ đô hành chính mới | Ai Cập      | 141       | 36   | 2025               |
| 21   | OIA Tower 1                | Thủ đô hành chính mới | Ai Cập      | 111       | 30   | 2023               |
| 22   | OIA Tower 2                | Thủ đô hành chính mới | Ai Cập      | 111       | 30   | 2023               |
| 23   | Les Galets Tower 1         | Oran                  | Algérie     | 102       | 30   | 2024               |

## Kế hoạch, phê duyệt hoặc đề xuất
| Hạng | Tòa nhà                        | Thành phố             | Quốc gia | Chiều cao | Tầng | Trạng thái |
| ---- | ------------------------------ | --------------------- | -------- | --------- | ---- | ---------- |
| 1    | Oblisco Capitale Tower         | Thủ đô hành chính mới | Ai Cập   | 1000      | 179  | Phê duyệt  |
| 2    | Father and Son Skyscraper      | Cairo                 | Ai Cập   | 470       | 112  | Đề xuất    |
| 3    | Sand Tower                     | Merzouga              | Maroc    | 450       | 77   | Đề xuất    |
| 4    | Nut Tower 1                    | Thủ đô hành chính mới | Ai Cập   | 380       | 80   | Đề xuất    |
| 5    | Palm Exotjca                   | Watamu                | Kenya    | 380       | 61   | Đề xuất    |
| 6    | Durban Iconic Tower            | Durban                | Nam Phi  | 370       | 88   | Đề xuất    |
| 7    | Palm Exotica                   | Malindi               | Kenya    | 370       | 61   | Phê duyệt  |
| 8    | Casablanca Trade Center        | Casablanca            | Maroc    | --        | 60   | Đề xuất    |
| 9    | Nile Hotel Tower               | Cairo                 | Ai Cập   | 300       | 70   | Đề xuất    |
| 10   | El Djazair Towers Complex 1    | Oran                  | Algérie  | 300       | 62   | Đề xuất    |
| 11   | Kampala Tower                  | Kampala               | Uganda   | 300       | 60   | Đề xuất    |
| 12   | Stratosphere Abuja             | Abuja                 | Nigeria  | 265       | 64   | Phê duyệt  |
| 13   | Nut Tower 2                    | Thủ đô hành chính mới | Ai Cập   | 250       | 65   | Đề xuất    |
| 14   | El Djazair Towers Complex 2    | Oran                  | Algérie  | 250       | 50   | Đề xuất    |
| 15   | Nile Business City Tower 1     | Thủ đô hành chính mới | Ai Cập   | 233       | 56   | Phê duyệt  |
| 16   | Nile Business City Tower 2     | Thủ đô hành chính mới | Ai Cập   | 233       | 56   | Phê duyệt  |
| 17   | Nile Business City Tower 3     | Thủ đô hành chính mới | Ai Cập   | 233       | 56   | Phê duyệt  |
| 18   | Nile Business City Tower 4     | Thủ đô hành chính mới | Ai Cập   | 233       | 56   | Phê duyệt  |
| 19   | Haruna Complex                 | Kampala               | Uganda   | 213       | 40   | Kế hoạch   |
| 20   | Forom Elite Tower              | Casablanca            | Maroc    | 201       | 51   | Đề xuất    |
| 21   | ORAN Sherazade                 | Oran                  | Algérie  | 200       | 47   | Đề xuất    |
| 22   | Fourland Seaspark Twin Tower A | New Alamein           | Ai Cập   | 200       | 45   | Đề xuất    |
| 23   | Fourland Seaspark Twin Tower B | New Alamein           | Ai Cập   | 200       | 45   | Đề xuất    |
| 24   | Orascom Tower A                | New Alamein           | Ai Cập   | 200       | 45   | Phê duyệt  |
| 25   | Orascom Tower B                | New Alamein           | Ai Cập   | 200       | 45   | Phê duyệt  |
| 26   | Mhafer Center                  | Annaba                | Algérie  | 200       | 35   | Đề xuất    |
| 27   | FinanceCom Complex             | Casablanca            | Maroc    | 199       | 33   | Đề xuất    |
| 28   | East Tower                     | Thủ đô hành chính mới | Ai Cập   | 180       | 45   | Phê duyệt  |
| 29   | Taj Tower                      | Thủ đô hành chính mới | Ai Cập   | 170       | 43   | Phê duyệt  |
| 30   | Eko White Pearl Tower          | Lagos                 | Nigeria  | 165       | 31   | Đề xuất    |
| 31   | 6ixty Tower                    | Thủ đô hành chính mới | Ai Cập   | 160       | 40   | Phê duyệt  |
| 32   | Abuja WTC Hotel Tower          | Abuja                 | Nigeria  | 158       | 37   | Kế hoạch   |
| 33   | Cytonn Towers                  | Nairobi               | Kenya    | 150       | 35   | Đề xuất    |
| 34   | Zero-2-One                     | Cape Town             | Nam Phi  | 148       | 44   | Đề xuất    |
| 35   | W Hotel & Residences           | Cape Town             | Nam Phi  | 145       | 36   | Đề xuất    |
| 36   | Umhlanga Plaza                 | Umhlanga              | Nam Phi  | --        | 37   | Đề xuất    |
| 37   | Northern Lights                | Sandton               | Nam Phi  | 132       | 38   | Đề xuất    |
| 38   | The Vogue                      | Cape Town             | Nam Phi  | 128       | 39   | Kế hoạch   |
| 39   | The Modern                     | Cape Town             | Nam Phi  | 120       | 32   | Kế hoạch   |
| 40   | Hotel Tower 120                | Casablanca            | Maroc    | 120       | 30   | Đề xuất    |
| 41   | Obsidier Towers                | Thủ đô hành chính mới | Ai Cập   | 110       | 29   | Phê duyệt  |
| 42   | Podia Tower                    | Thủ đô hành chính mới | Ai Cập   | 110       | 29   | Phê duyệt  |
| 43   | Casa Port Tower 1              | Casablanca            | Maroc    | 110       | 24   | Đề xuất    |
| 44   | Casa Port Tower 2              | Casablanca            | Maroc    | 110       | 24   | Đề xuất    |
| 45   | Monorail Tower                 | Thủ đô hành chính mới | Ai Cập   | 100       | 26   | Phê duyệt  |
| 46   | Quan Tower                     | Thủ đô hành chính mới | Ai Cập   | 100       | 25   | Phê duyệt  |
| 47   | Central Iconic Hotel           | Thủ đô hành chính mới | Ai Cập   | 100       | 18   | Phê duyệt  |

## Đang bị trì hoãn hoặc hủy bỏ
| Hạng | Tòa nhà                           | Thành phố  | Quốc gia | Chiều cao | Tầng | Trạng thái |
| ---- | --------------------------------- | ---------- | -------- | --------- | ---- | ---------- |
| 1    | Al Noor Tower                     | Casablanca | Maroc    | 540       | 114  | Hủy bỏ     |
| 2    | The Pinnacle Tower I              | Nairobi    | Kenya    | 314       | 70   | Trì hoãn   |
| 3    | The Pinnacle Tower II             | Nairobi    | Kenya    | 214       | 46   | Trì hoãn   |
| 4    | Hazina Trade Centre               | Nairobi    | Kenya    | 180       | 39   | Trì hoãn   |
| 5    | Angola World Trade Center Tower A | Luanda     | Angola   | 170       | 42   | Trì hoãn   |
| 6    | JW Marriott Hotel                 | Casablanca | Maroc    | 167       | 42   | Trì hoãn   |
| 7    | La Tour Casa Nearshore            | Casablanca | Maroc    | 160       | 44   | Trì hoãn   |
| 8    | Montave Northern Tower            | Nairobi    | Kenya    | 160       | 30   | Trì hoãn   |
| 9    | Montave Southern Tower            | Nairobi    | Kenya    | 160       | 40   | Trì hoãn   |
| 10   | Angola World Trade Center Tower B | Luanda     | Angola   | 150       | 37   | Trì hoãn   |
| 11   | Atlantic Tower                    | Casablanca | Maroc    | 150       | 37   | Trì hoãn   |
| 12   | Rabat Agdal Railway Complex Tower | Rabat      | Maroc    | 130       | 37   | Trì hoãn   |
| 13   | Oceans Umhlanga Tower 1           | Umhlanga   | Nam Phi  | 125       | 30   | Trì hoãn   |
| 14   | Oceans Umhlanga Tower 2           | Umhlanga   | Nam Phi  | 125       | 30   | Trì hoãn   |

## Mốc thời gian của các tòa nhà cao nhất Châu Phi
| Số năm cao nhất | Tòa nhà                       | Hình ảnh | Thành phố             | Quốc gia | Chiều cao | Tầng |
| --------------- | ----------------------------- | -------- | --------------------- | -------- | --------- | ---- |
| 1913 – 1936     | Union Buildings               |          | Pretoria              | Nam Phi  | 60        | 10   |
| 1936 – 1940     | Chamber of Mines Building     |          | Johannesburg          | Nam Phi  | 80        | 18   |
| 1940 – 1954     | Mutual Building               |          | Cape Town             | Nam Phi  | 91        | 18   |
| 1954 – 1965     | Belmont Building              |          | Cairo                 | Ai Cập   | 102       | 32   |
| 1965 – 1965     | Cocoa House                   |          | Ibadan                | Nigeria  | 104,9     | 26   |
| 1965 – 1968     | Schlesinger Building          |          | Johannesburg          | Nam Phi  | 110       | 21   |
| 1968 – 1970     | Standard Bank Centre          |          | Johannesburg          | Nam Phi  | 138,8     | 34   |
| 1970 – 1973     | KwaDukuza eGoli Hotel Tower 1 |          | Johannesburg          | Nam Phi  | 140       | 40   |
| 1970 – 1973     | Trust Bank Centre             |          | Johannesburg          | Nam Phi  | 140       | 31   |
| 1973 – 2019     | Carlton Centre                |          | Johannesburg          | Nam Phi  | 201,2     | 50   |
| 2019 – 2021     | The Leonardo                  |          | Johannesburg          | Nam Phi  | 227,9     | 55   |
| 2021 – Hiện tại | Iconic Tower                  |          | Thủ đô hành chính mới | Ai Cập   | 393,8     | 77   |

## Xem Thêm
- Danh sách tòa nhà cao nhất Châu Âu
- Danh sách tòa nhà cao nhất Châu Á
- Danh sách tòa nhà cao nhất Châu Đại Dương
- Danh sách tòa nhà cao nhất Châu Mỹ
- Danh sách các tòa nhà cao nhất Đông Nam Á